# Осман I (маї Канему)
Осман I (*д/н — 1379) — 28-й маї (володар) імперії Канем в 1377—1379 роках.

## Життєпис
Походив з династії Сейфуа. Син маї Дауда I. 1366 року оголошений спадкоємцем трону. Спільно з батьком займався державними справами.
Після загибелі Дауда I 1377 року успадкував трон. Продовжив боротьбу проти держави білала Яо, але 1379 року зазнав поразки й загинув. Трон перейшов до його стриєчного брата Османа II.